# Rocco Bormioli
Rocco Bormioli (Altare, 1830 – Parma, 1883) è stato un imprenditore italiano del settore vetrario.

## Biografia
Nacque da un'antica famiglia di vetrai Altaresi. Insieme ai fratelli, seguì il padre Luigi che si trasferì negli Stati parmensi, a Borgo San Donnino. Il padre decise il trasferimento in seguito ai provvedimenti che Carlo Felice di Savoia aveva assunto per far fronte al decadimento dell'arte vetraria. Impiantò una nuova fabbrica di vetri, trovando tra Borgo San Donnino (l'attuale Fidenza) e Salsomaggiore un facile approvvigionamento di materie prime. Morto il padre, l'impresa venne gestita con grande vigore dalla vedova Petronilla, che riuscì non solo a salvarla, ma ad imprimerle nuovo impulso. Non appena l'età glielo permise Rocco si affiancò alla madre nella gestione della fabbrica, che aveva ormai assunto dimensioni ragguardevoli.
Nel 1854, con i fratelli Domenico e Carlo, acquistò a Parma dalla famiglia Serventi lo stabilimento di via dei Farnese, l'ex "Real fabbrica di stoviglie, vetri e cristalli", adottando la nuova ragione sociale "Vetrerie Fratelli Bormioli". Da allora, gestendo l'azienda con grande passione e capacità imprenditoriale, rinnovò i processi produttivi e si espanse commercialmente in Europa, partecipando alle principali esposizioni. L'azienda divenne in breve tempo la più importante della regione.
Alla sua morte la gestione dell'azienda passò al figlio Luigi, e dopo la prima guerra mondiale al nipote Rocco.